# برادن (ویرجینیای غربی)
برادن (به انگلیسی: Braden) یک منطقهٔ مسکونی در ایالات متحده آمریکا است که در شهرستان تایلر، ویرجینیای غربی واقع شده‌است. برادن ۲۳۴٫۰۹ متر بالاتر از سطح دریا واقع شده‌است.